# 新疆云杉
新疆云杉（学名：Picea obovata），又名西伯利亞雲杉，为松科云杉属的植物。分布于蒙古、俄罗斯以及中国大陆的新疆等地，生长于海拔1,200米至1,800米的地区，多生于阴坡、沟谷、溪旁及河流两岸。